# السادة (الصومعة)

تعديل مصدري - تعديل

السادة هي إحدى قرى عزلة الصومعة بمديرية الصومعة التابعة لمحافظة البيضاء، بلغ تعداد سكانها 132 نسمة حسب تعداد اليمن لعام 2004.